# Columbia (Raumfähre)

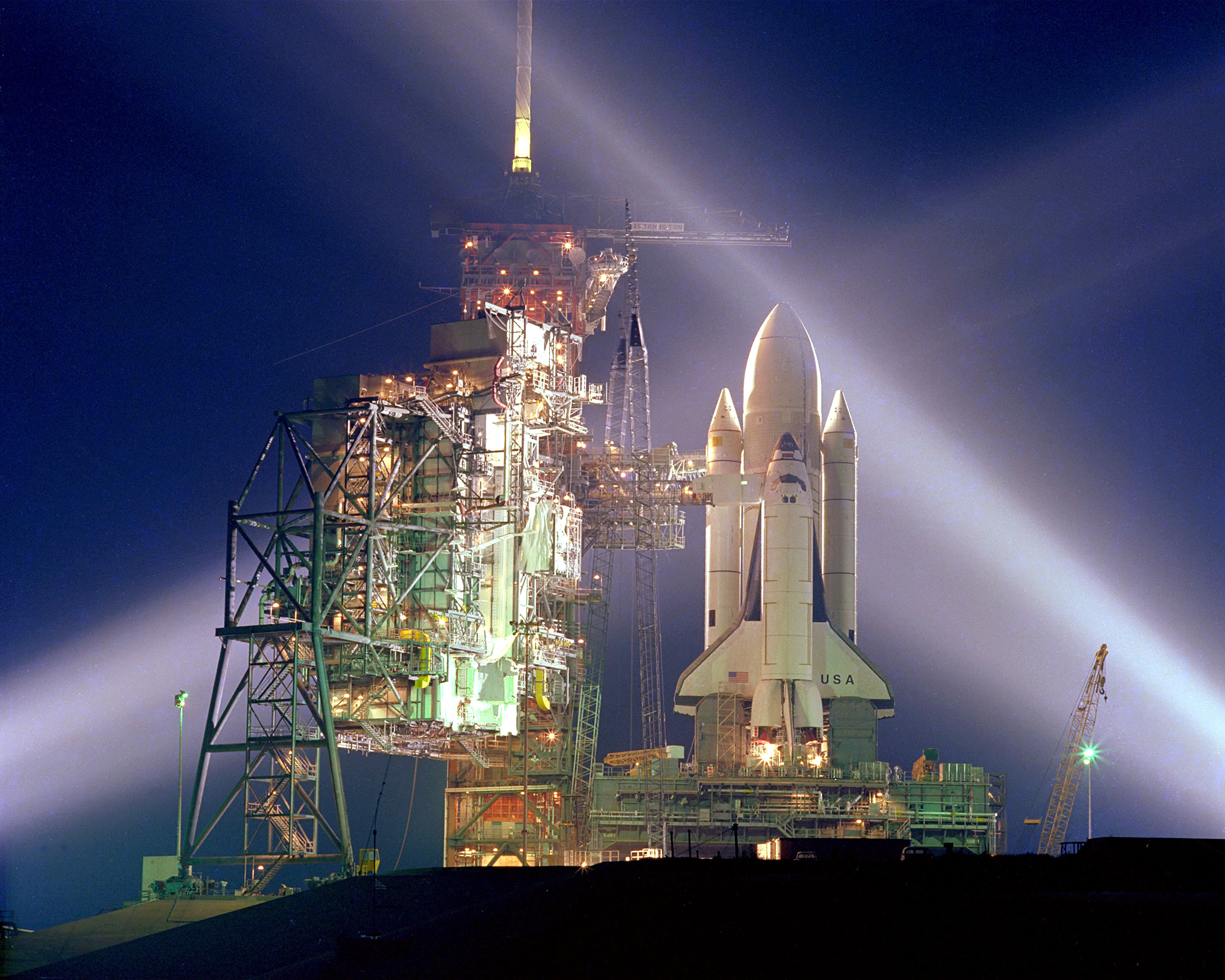
Die Columbia vor ihrem Jungfernflug am 12. April 1981

Die Raumfähre Columbia war das erste weltraumtaugliche Space Shuttle der NASA und das erste wiederverwendbare Raumfahrzeug. Im März 1979 fertiggestellt, fand der Jungfernflug am 12. April 1981 statt (STS-1). Die interne Bezeichnung lautet OV-102, wobei OV für Orbiter Vehicle steht. Sie brach am 1. Februar 2003 bei ihrem 28. Weltraumeinsatz (Mission STS-107) beim Wiedereintritt in die Erdatmosphäre auseinander, wobei alle sieben Besatzungsmitglieder ums Leben kamen.
Die Raumfähre wurde – wie das Entdeckerschiff des amerikanischen Seefahrers Robert Gray und die Kommandokapsel von Apollo 11 – nach Columbia benannt, was, vor allem im 18. und 19. Jahrhundert, zunächst die poetische Bezeichnung Nordamerikas und später als weibliche Personifizierung Symbol für die Vereinigten Staaten war.

## Geschichte

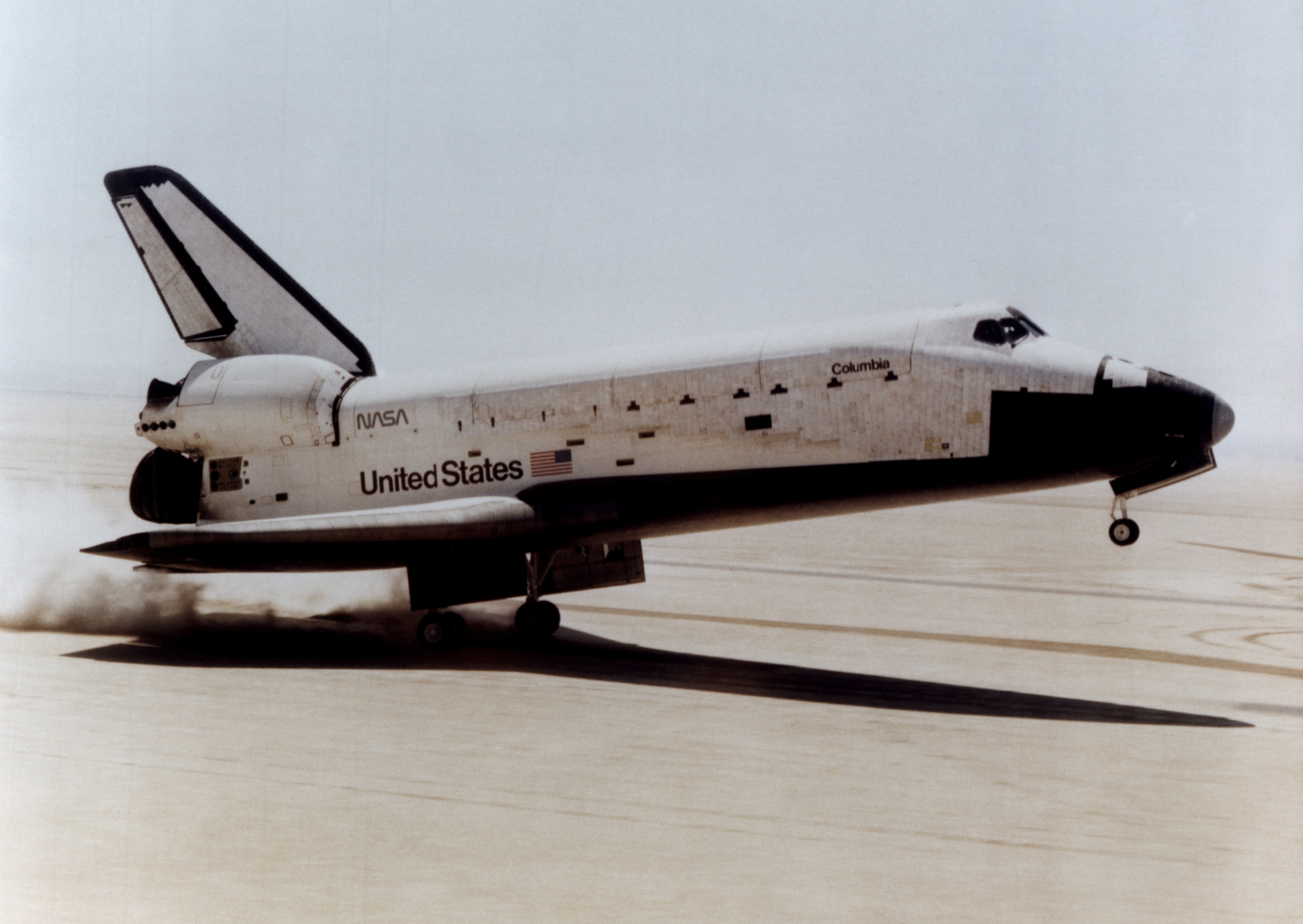
Landung der Columbia auf der Edwards Air Force Base nach der Mission STS-1

Am 12. April 1981 absolvierte die Columbia mit dem Flug STS-1 den ersten Einsatz eines Space Shuttles im Weltraum unter dem Kommando von John Young. Es war das erste Mal in der Geschichte der NASA, dass ein neues Raumfahrzeug ohne vorherige unbemannte Tests gestartet wurde. Abgesehen von Schäden an den Hitzeschutzkacheln verlief der erste Flug eines Space Shuttles jedoch reibungslos.
Die folgenden vier Space-Shuttle-Flüge wurden ebenfalls mit der Columbia durchgeführt. Zu den späteren Missionen gehörten unter anderem die dritte Hubble-Servicing Mission STS-109 sowie die deutsche D2-Mission mit dem Spacelab. Da sie wegen ihrer schwereren Bauweise etwas weniger Nutzlast tragen konnte und nicht mit einem Docking-Adapter für die Internationale Raumstation ausgestattet war, wurde sie zuletzt vor allem für die wenigen Missionen verwendet, die nicht zur ISS führten.

### Absturz

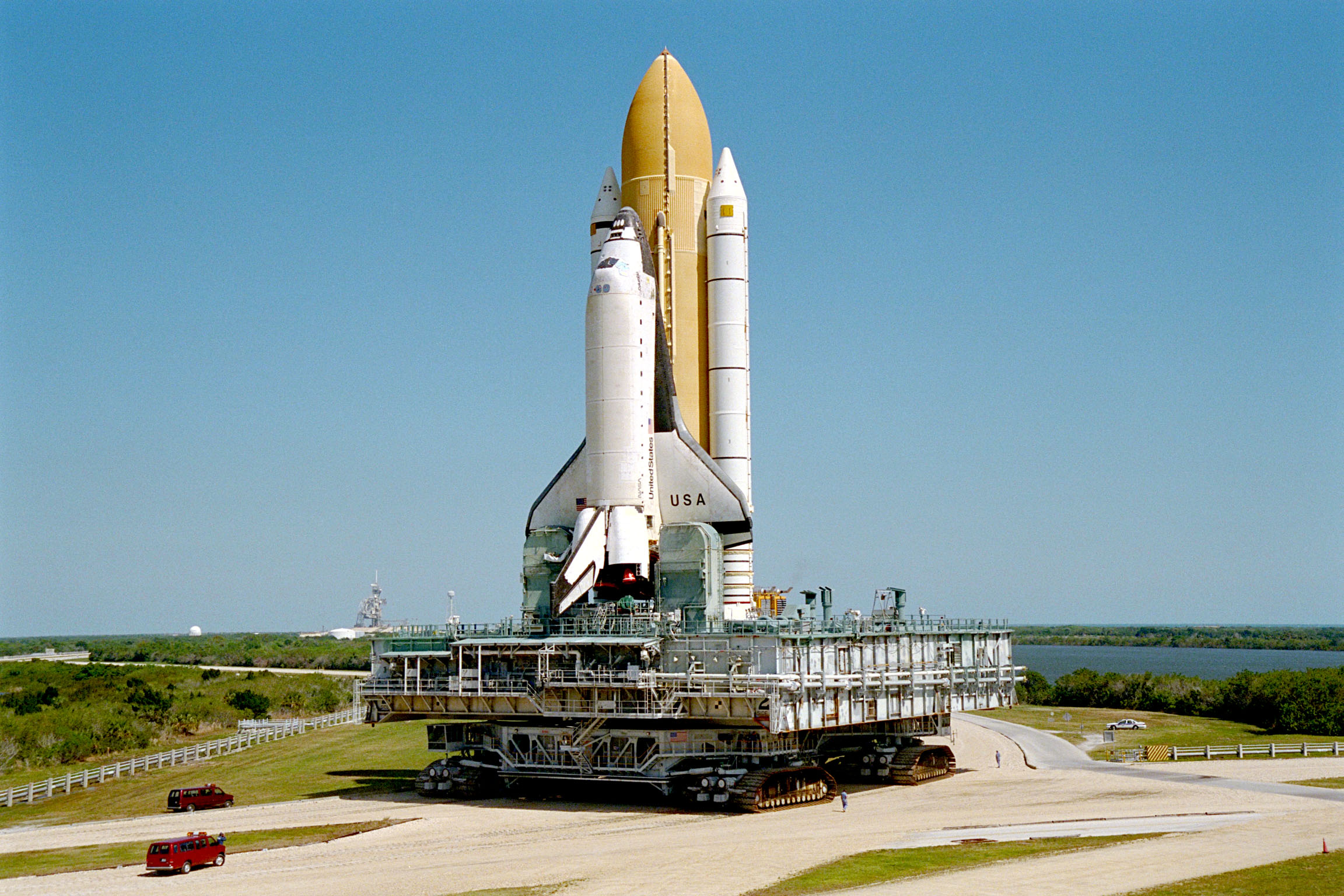
Die Columbia wird auf dem Crawler-Transporter zur Startrampe des Kennedy Space Centers gefahren (März 1998)

Die Columbia befand sich auf der Rückkehr von ihrer 28. Mission (STS-107) zum Kennedy Space Center, dem US-Weltraumbahnhof, als sie am 1. Februar 2003 gegen 8:59 Uhr Ortszeit (14:59 Uhr MEZ) in 200.800 ft (ca. 61.200 m) Höhe über Texas bei einer Geschwindigkeit von ungefähr 12.385 mph (ca. 19.900 km/h) auseinanderbrach. Ursache war eine Überhitzung des Tragflächeninneren bis zum Erweichen des Materials, hervorgerufen durch ein Loch im Hitzeschild, das durch ein beim Start abgerissenes Schaumstoffteil verursacht worden war. Dabei starben alle sieben Besatzungsmitglieder.
Die Columbia ist nach der Challenger die zweite NASA-Raumfähre, die während einer Mission verunglückte und vollständig zerstört wurde. Auch bei der Challenger-Katastrophe starb die Besatzung.

## Missionen
| Nr. | Start             | Bezeichnung | Emblem            | Besatzung |
| --- | ----------------- | ----------- | ----------------- | --- |
| 1   | 12. April 1981    | STS-1       | Logo von STS-1    | John Young, Robert Crippen                                                                                             |
| 2   | 12. November 1981 | STS-2       | Logo von STS-2    | Joe Engle, Richard Truly                                                                                               |
| 3   | 22. März 1982     | STS-3       | Logo von STS-3    | Jack Lousma, Gordon Fullerton                                                                                          |
| 4   | 27. Juni 1982     | STS-4       | Logo von STS-4    | Thomas Mattingly, Henry Hartsfield                                                                                     |
| 5   | 11. November 1982 | STS-5       | Logo von STS-5    | Vance Brand, Robert Overmyer, Joseph Allan, William Lenoir                                                             |
| 6   | 28. November 1983 | STS-9       | Logo von STS-9    | John Young, Brewster Shaw, Owen Garriott, Robert Parker, Byron Lichtenberg, Ulf Merbold                                |
| 7   | 12. Januar 1986   | STS-61-C    | Logo von STS-61-C | Robert Gibson, Charles Bolden, Franklin Chang-Diaz, Steven Hawley, George Nelson, Robert Cenker, William Nelson        |
| 8   | 8. August 1989    | STS-28      | Logo von STS-28   | Brewster Shaw, Richard Richards, James Adamson, David Leestma, Mark Brown                                              |
| 9   | 9. Januar 1990    | STS-32      | Logo von STS-32   | Daniel Brandenstein, James Wetherbee, Bonnie Dunbar, David Low, Marsha Ivins                                           |
| 10  | 2. Dezember 1990  | STS-35      | Logo von STS-35   | Vance Brand, Guy Gardner, Jeffrey Hoffman, John Lounge, Robert Parker, Samuel Durrance, Ronald Parise                  |
| 11  | 5. Juni 1991      | STS-40      | Logo von STS-40   | Bryan O’Connor, Sidney Gutierrez, James Bagian, Tamara Jernigan, Rhea Seddon, Drew Gaffney, Millie Hughes-Fulford      |
| 12  | 25. Juni 1992     | STS-50      | Logo von STS-50   | Richard Richards, Kenneth Bowersox, Bonnie Dunbar, Ellen Baker, Carl Meade, Lawrence DeLucas, Eugene Trinh             |
| 13  | 22. Oktober 1992  | STS-52      | Logo von STS-52   | James Wetherbee, Michael Baker, Charles Veach, William Shepherd, Tamara Jernigan, Steven MacLean                       |
| 14  | 26. April 1993    | STS-55      | Logo von STS-55   | Steven Nagel, Terence Henricks, Jerry Ross, Charles Precourt, Bernard Harris, Ulrich Walter, Hans Schlegel             |
| 15  | 18. Oktober 1993  | STS-58      | Logo von STS-58   | John Blaha, Richard Searfoss, Rhea Seddon, William S. McArthur, David Wolf, Shannon Lucid, Martin Fettman              |
| 16  | 4. März 1994      | STS-62      | Logo von STS-62   | John Casper, Andrew Allen, Pierre Thuot, Charles Gemar, Marsha Ivins                                                   |
| 17  | 8. Juli 1994      | STS-65      | Logo von STS-65   | Robert Cabana, James Halsell, Richard Hieb, Carl Walz, Leroy Chiao, Donald Thomas, Chiaki Mukai                        |
| 18  | 20. Oktober 1995  | STS-73      | Logo von STS-73   | Kenneth Bowersox, Kent Rominger, Kathryn Thornton, Catherine Coleman, Michael López-Alegría, Fred Leslie, Albert Sacco |
| 19  | 22. Februar 1996  | STS-75      | Logo von STS-75   | Andrew Allen, Scott Horowitz, Franklin Chang-Diaz, Maurizio Cheli, Jeffrey Hoffman, Claude Nicollier, Umberto Guidoni  |
| 20  | 20. Juni 1996     | STS-78      | Logo von STS-78   | Terence Henricks, Kevin Kregel, Susan Helms, Richard Linnehan, Charles Brady, Jean-Jacques Favier, Robert Thirsk       |
| 21  | 19. November 1996 | STS-80      | Logo von STS-80   | Kenneth Cockrell, Kent Rominger, Tamara Jernigan, Thomas Jones, Story Musgrave                                         |
| 22  | 4. April 1997     | STS-83      | Logo von STS-83   | James Halsell, Susan Still-Kilrain, Janice Voss, Donald Thomas, Michael Gernhardt, Roger Crouch, Gregory Linteris      |
| 23  | 1. Juli 1997      | STS-94      | Logo von STS-94   | James Halsell, Susan Still-Kilrain, Janice Voss, Donald Thomas, Michael Gernhardt, Roger Crouch, Gregory Linteris      |
| 24  | 19. November 1997 | STS-87      | Logo von STS-87   | Kevin Kregel, Steven Lindsey, Winston Scott, Kalpana Chawla, Takao Doi, Leonid Kadenjuk                                |
| 25  | 13. April 1998    | STS-90      | Logo von STS-90   | Richard Searfoss, Scott Altman, Richard Linnehan, Dafydd Williams, Kathryn Hire, Jay Buckey, James Pawelczyk           |
| 26  | 23. Juli 1999     | STS-93      | Logo von STS-93   | Eileen Collins, Jeffrey Ashby, Steven Hawley, Catherine Coleman, Michel Tognini                                        |
| 27  | 1. März 2002      | STS-109     | Logo von STS-109  | Scott Altman, Duane Carey, John Grunsfeld, Nancy Currie, James Newman, Richard Linnehan, Michael Massimino             |
| 28  | 16. Januar 2003   | STS-107     | Logo von STS-107  | Rick Husband, William McCool, Michael Anderson, Kalpana Chawla, David Brown, Laurel Clark, Ilan Ramon                  |